# Dingwu-kejsaren
Dingwu-kejsaren (定武帝; Dìngwǔ dì), personnamn Zhu Benli (朱本鉝; Zhū Běnlì) var en kejsaren i den kinesiska Södra Mingdynastin och regerade från 1646 till 1663. 1611 ärvde han titeln Prinsen av Han från sin far. Zhu Benli var ättling till Mingdynastins grundare kejsar Hongwu.
1646 tog sig Zhu Benli titeln kejsare Dingwu, och regerade parallellt med Yongli-kejsaren. Kejsar Dingwu kom bra överens med kejsar Yongli och enades om att det var bättre att bekämpa den ockuperande Qingdynastin än att strida internt. Dingwu-kejsaren hade sitt säte i Hubei där han uppförde en befästning. 1663 erövrades Hubei av Qingdynastin, och Dingwu-kejsarens öde är inte känt.
Dingwu-kejsaren hade en relativt liten inverkan på politiken under Södra Mingdynastin.

## Regeringsperioder
- Dingwu (定武), 1647–1663[1]